# Pultenaea rigida
Pultenaea rigida är en ärtväxtart. Pultenaea rigida ingår i släktet Pultenaea och familjen ärtväxter.

## Underarter
Arten delas in i följande underarter:
- P. r. ovata
- P. r. rigida